# Antoniówka (Opoczno)
Pour les articles homonymes, voir Antoniówka.
Antoniówka (prononciation [antɔˈɲufka]) est un village de la gmina de Sławno, du powiat d'Opoczno, dans la voïvodie de Łódź, situé dans le centre de la Pologne.
Il se situe à environ 3 kilomètres au nord-est de Sławno (siège de la gmina), 9 kilomètres à l'ouest d'Opoczno (siège du powiat) et 64 kilomètres au sud-est de Łódź (capitale de la voïvodie).
Sa population s'élève approximativement à 400 habitants.

## Administration
De 1975 à 1998, le village était attaché administrativement à l'ancienne voïvodie de Piotrków.

Depuis 1999, il fait partie de la nouvelle voïvodie de Łódź.